# Стейн, Марк
Марк Стейн (англ. Mark Stein; 11 марта 1947) — американский вокалист, клавишник, композитор и аранжировщик группы Vanilla Fudge. Также он сотрудничал с Томми Болином и с Элисом Купером, в группе которого играл с 1978 по 1979 год.

## Биография и влияние
Родился и вырос в Бейонне, в штате Нью-Джерси. Начал играть на фортепиано в возрасте четырёх лет, а затем предпринял попытку научиться играть на аккордеоне. В 1950-е годы, под влиянием рок-н-ролла, Стейн начал играть на гитаре. Играл в различных школьных группах. Во время выступления с одной из тех начинающих групп он присмотрелся к «старому потрёпанному органу», стоящему на сцене, и начал играть на нём, радуясь находке. В 1966 году вместе с Винсом Мэртеллом, Тимом Богертом и Кармайном Апписом основал группу Vanilla Fudge. После ухода из группы в 1970 году, в середине 70-х Марк играл у Томми Болина, с которым записал альбом Private Eyes. Позже он играл в группе Элиса Купера и принял участие в туре «Welcome To My Nightmare», проходившем в Австралии и Новой Зеландии. В 1979 году он записал сольный альбом, который так и остался неизданным. В 1984 году Стейн вернулся в Vanilla Fudge, с которой играл вплоть до 1988 года. С 2006 года и по сей день снова играет с группой на постоянной основе.
Клавишник Deep Purple Джон Лорд находился под влиянием Стейна. В частности в интервью 1989 года Лорд сказал, что в конце 1960-х годов он регулярно слушал Марка Стейна из Vanilla Fudge и что подхватил у него несколько полезных приёмов для игры на Хаммонде.